# 马通维尔
马通维尔（法語：Mathonville，法語發音：[matɔ̃vil]）是法国滨海塞纳省的一个市镇，属于迪耶普区。

## 地理
马通维尔（49°37'18"N, 1°22'56"E）面积4.09 平方千米，位于法国诺曼底大区滨海塞纳省，该省份为法国北部沿海省份，其西部及北部濒大西洋英吉利海峡，东起顺时针与索姆省、瓦兹省、厄尔省和卡爾瓦多斯省接壤。
与马通维尔接壤的市镇（或旧市镇、城区）包括：蒙泰罗利耶、索姆里、比希。

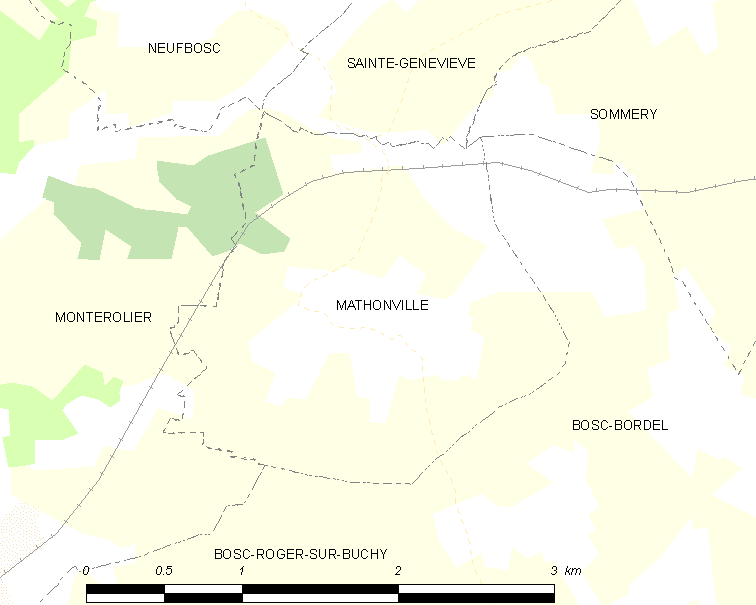
马通维尔的OSM定位图

马通维尔的时区为UTC+01:00、UTC+02:00（夏令时）。

## 行政
马通维尔的邮政编码为76680，INSEE市镇编码为76416。

## 政治
马通维尔所属的省级选区为布赖地区讷沙泰勒县。

## 人口

1962-2008年间马通维尔人口变化图示

马通维尔于2022年1月1日时的人口数量为339人。